# Infelicidad

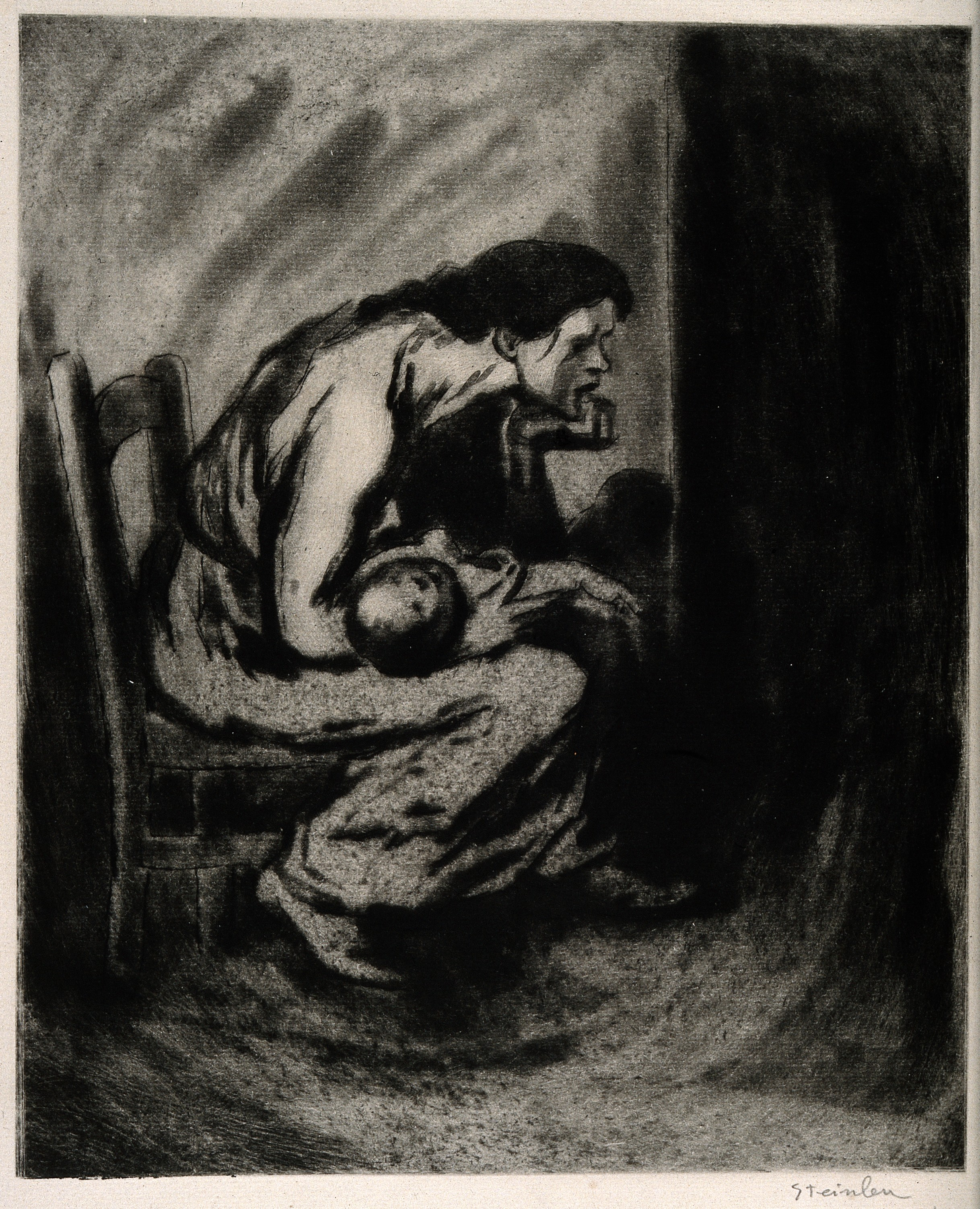
Una madre desesperadamente infeliz con su hijo enfermo en el regazo. T.A. Steinlen, 1902.

Infelicidad (Del latín infelicĭtas, -ātis; Desgracia, suerte adversa) es la emoción de no poder ser feliz, porque algo o alguien falta, algo no complementa la vida o algo impide alcanzar una justa o deseada felicidad. Asimismo, el adjetivo infeliz puede usarse de forma entre afectuosa y despectiva para referirse tanto al desdichado en general como a la persona inocente, de carácter bondadoso y apocado. La infelicidad puede ser individual o colectiva.

## Aspectos de la infelicidad

### La infelicidad como enfermedad
La infelicidad es una de las emociones básicas del ser humano, muchas veces relacionada con el estrés, la soledad y la tristeza. La felicidad o la infelicidad tiene una definición muy subjetiva en la que cuentan tanto las expectativas que nos creamos sobre nosotros mismos como si estas son creadas por nuestra sociedad y por tanto por nuestra necesidad de aprobación de los demás. Cuando ni siquiera somos dueños de nuestras expectativas aparecerá la frustración y por tanto la infelicidad, el carácter amargado e infeliz.
Cuando la infelicidad es constante y no se corresponde con una respuesta razonable a hechos naturales que la pueden provocar -duelo, enfermedad, pobreza, desempleo, desamor...- y resulta dañina para quien la padece, es decir patológica, puede convertirse en depresión y, en algunos casos extremos, puede ser uno de los síntomas básicos previos al suicidio. Cuando se produzcan estas situaciones debe acudirse a los profesionales de la salud para tratar la enfermedad. Más de 400 millones de personas en el mundo sufren de algún trastorno psíquico relacionado con la infelicidad, según la Organización Mundial de la Salud.

### La infelicidad como consecuencia de la desigualdad
La infelicidad individual y también la infelicidad social tiene causas tanto económicas, como sociales y sanitarias. Economistas como Branko Milanovic, Thomas Piketty y epidemiólogos como Richard Wilkinson y Kate Pickett han señalado los graves problemas sociales y económicos (violencia, empeoramiento de la salud, etc.) que ocasiona el aumento de la desigualdad social y la desigualdad económica y cómo esta incide en la felicidad humana de todas las poblaciones. Así, indican que es necesario incrementar la igualdad social y económica para disminuir los problemas sociales así como evitar la violencia simbólica y los problemas asociados al estatus social. Incluso las convulsiones sociales y las guerras han sido motivadas por el impacto social que tiene la desigualdad y que incrementa la infelicidad hasta extenderse por toda la sociedad.

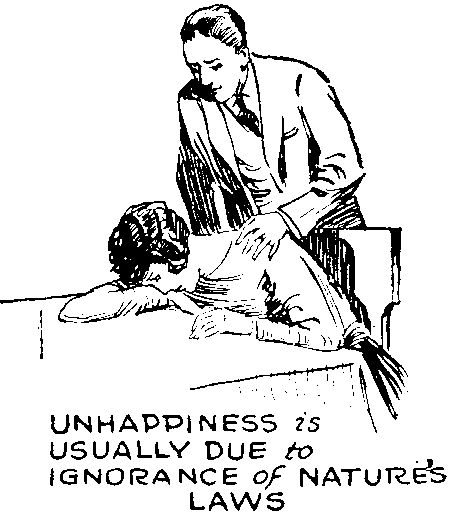
La infelicidad se debe generalmente a la ignorancia de las leyes de la naturaleza. Ilustración de principios del de un manual de 'higiene social' americano.